# Bystryj (cacciatorpediniere 1936)
Il Bystryj fu un cacciatorpediniere della Voenno-morskoj flot, entrato in servizio nel marzo 1939 e parte della classe Gnevnyj.
Assegnato alla Flotta del Mar Nero, il cacciatorpediniere ebbe solo un ridottissimo impiego bellico nel corso della seconda guerra mondiale visto che il 1º luglio 1941, una settimana dopo l'inizio delle ostilità sul fronte orientale, finì affondato davanti Sebastopoli per l'urto con una mina navale; lo scafo fu riportato a galla pochi giorni dopo ma non venne riparato, finendo con l'affondare nuovamente a Sebastopoli in settembre durante un'incursione aerea tedesca.

## Storia
La nave fu impostata il 17 aprile 1936 presso il Cantiere navale No. 198 (Andre Marti) di Nikolaev con il numero di scalo 320; l'unità fu poi varata il 5 novembre 1936 con il nome di Bystryj (Быстрый, "veloce" in lingua russa), completata il 27 gennaio 1939 e immessa ufficialmente in servizio con la Flotta del Mar Nero il 7 marzo 1939.
Al momento dell'invasione tedesca dell'Unione Sovietica il 22 giugno 1941, il Bystryj era assegnato in forza alla 2ª Divisione cacciatorpediniere della Flotta del Mar Nero e si trovava nella base di Sebastopoli in attesa di sottoporsi a programmati lavori di manutenzione ordinaria. Il 1º luglio il cacciatorpediniere salpò per Nikoalev onde sottoporsi a ulteriori lavori, ma appena uscito da Sebastopoli urtò una mina navale ad attivazione magnetica depositata pochi giorni prima da velivoli della Luftwaffe: l'esplosione uccise 24 uomini dell'equipaggio e ne ferì altri 81 oltre a causare un allagamento della metà anteriore della nave dei locali caldaie, portando la nave ad affondare di prua nel basso fondale. Il Bystryj fu riportato a galla il 13 luglio e messo il giorno seguente in un bacino di carenaggio a Sebastopoli per tentarne il recupero; l'unità versava in pessime condizioni, e il suo scafo fu riparato solo quel tanto che bastava a trainare l'unità fuori dal bacino e lasciarla in riserva in attesa di valutare il da farsi. Il relitto immobile fu centrato da diverse bombe durante un'incursione aerea tedesca in settembre e affondò nuovamente al suo posto d'ormeggio. I pezzi d'artigliera furono rimossi tra il 20 novembre e il 15 dicembre per rinforzare le difese costiere di Sebastopoli, mentre la sezione di prua fu recuperata e impiegata per riparare il gemello Bespoŝadnyj.